# فرقة العمل المشتركة 153
فرقة العمل المشتركة 153: الأمن البحري في البحر الأحمر هي مبادرة بقيادة البحرية الأمريكية تأسست في 17 أبريل 2022 "للتركيز على الأمن البحري الدولي وجهود بناء القدرات في البحر الأحمر وباب المندب وخليج عدن". تشارك مصر الولايات المتحدة في هذا الجهد.
تعمل فرقة العمل ضمن تحالف حارس الازدهار. في أعقاب الهجمات المتزايدة  على سفن الشحن الدولية من قبل القوات الموالية لحركة أنصار الله في اليمن في بداية أكتوبر 2023، اكتسبت القوة المزيد من التغطية الإخبارية. يشير المحللون إلى أن هذه الهجمات هي جزء من التوتر المتصاعد في منطقة الشرق الأوسط منذ بداية الحرب الفلسطينية الإسرائيلية 2023.